# 秀常寺
秀常寺（しゅうじょうじ）は、埼玉県飯能市にある真言宗智山派の寺院。高麗坂東33札所の八番札所。

## 概要
号は、双柳山観音院（そうりゅうざんかんのんいん）。『飯能市史』によれば、双柳山三光院。本尊は不動明王。他に正観世音菩薩、薬師如来、地蔵菩薩、阿弥陀如来などがある。
慶長16年（1611年）に没した法印良慶が開山した。慶安年間（1648年 - 1651年）に観音堂領3石の朱印を与えられた。元禄3年（1690年）に観音堂再建の棟札がある。正徳5年（1715年）に没した法印宝遍が中興開山した。『新編武蔵国風土記稿』には「秀常寺　雙柳山観音院と号す、新義真言宗、横見郡今泉村金剛院末なり」とある。江戸時代から明治初期の神仏分離まで稲荷神社の別当を務めていた。
慶応4年（1868年）の飯能戦争の際に能仁寺、観音寺などと共に振武軍（幕府軍）が立てこもった寺の一つであり、官軍の攻撃により焼失したが、明治2年（1869年）に再建された。明治17年（1884年）に本堂再建の棟札がある。

## 境内
本堂、観音堂、庫裡。『武蔵国郡村誌』によれば、観音堂は延久3年（1071年）に創建され、元禄3年（1690年）に再建された。
山門入口の地蔵の脇に置いてある「弘法大師の子授け石」（別名腰掛石）には、弘法大師がこの石に子授けの力を与えたという言い伝えがある。

## 行事
花祭り、彼岸会、施餓鬼会、新年祈願祭。